# Harvest Moon: Deine Tierparade
Harvest Moon: Deine Tierparade ist ein 2008 veröffentlichtes Computerspiel des japanischen Entwicklers Marvelous Entertainment. Das Spiel ist Teil der Story-of-Seasons-Serie und der zweite Teil für Nintendos Wii. Als Publisher fungierten je nach Region Marvelous, Natsume, Rising Star Games oder Nintendo.
Typisch für die Spiele der Serie, verbindet Deine Tierparade Elemente des Rollenspiels mit denen eines Simulationsspiels. Der Spieler bewirtschaftet einen Bauernhof und interagiert mit den Bewohnern des Dorfes.

## Handlung
Der namensgebende Baum des Vorgängers Harvest Moon: Baum der Stille verliert seine Wirkung und die Tiere beginnen die Insel Castanet zu verlassen. Um das Land und den Baum wiederzubeleben, muss der Protagonist die fünf sogenannten mystischen Glocken läuten und damit den Erntekönig zurück auf die Insel holen.

## Spielprinzip
Der Spieler schlüpft in die Rolle eines männlichen oder weiblichen Charakters. Als dieser hat der Spieler einen Bauernhof zu bewirtschaften, indem er Nutzpflanzen wie Bohnen, Tomaten oder Kartoffeln aussät, pflegt und erntet oder Tiere aufzieht und ihnen Kunststücke beibringt. Neben den herkömmlichen Bauernhoftieren, lassen sich in Animal Parade auch exotische Tiere wie Elefanten, Giraffen, Zebras und Löwen halten. Außerdem kann der Spieler, anders als in bisherigen Harvest-Moon-Spielen, zwei Kinder bekommen. Diese übernehmen Eigenschaften des jeweils geheirateten Partners des Spielers.
Das Importieren des Spielercharakters aus dem Vorgänger Baum der Stille ist möglich. Auch ließen sich Fotos der eigenen Tiere erstellen und über die Nintendo Wi-Fi Connection an befreundete Spieler senden.

## Veröffentlichung
Deine Tierparade erschien zunächst am 30. Oktober 2008 in Japan unter dem Titel Bokujō Monogatari: Waku Waku Animaru Māchi. Es folgten Veröffentlichungen in Nordamerika am 12. November 2009 als Harvest Moon: Animal Parade, in Europa am 3. Dezember 2010 und in Australien am 23. Dezember 2010.

## Rezeption
Harvest Moon: Deine Tierparade erhielt „allgemein positive Bewertungen“ der Fachpresse und erreichte einen Metascore von 76 aus 100 Punkten, basierend auf zehn Rezensionen.
IGN lobte unter anderem den einfachen, aber niedlichen Grafikstil, umfangreichen Spielinhalt sowie das Erfolgserlebnis des Betreibens einer eigenen Farm. Gleichzeitig wurden eine mangelhafte Grafikoptimierung und die auf Dauer sehr eintönigen Aufgaben kritisiert. Insgesamt sei das Spiel, ähnlich wie andere Titel der Serie, wohl nicht für jeden Spielertyp geeignet, aber für Fans des Genres oder der Serie eine Empfehlung wert und IGN vergab 7,5 von 10 Punkten.
4Players attestierte Deine Tierparade eine „vorsintflutliche“ Grafik, nervig lange Laufwege und Ladeunterbrechungen sowie eine „völlig belanglose“ Rahmenhandlung. Das Spielprinzip von Harvest Moon bereite im Kern nach wie vor Spaß, aber dieser Eintrag in der Serie trete „in jeder Hinsicht auf der Stelle“. Abschließend vergibt das Magazin eine Wertung von 50 % – „Ausreichend“ – und rät vom Spiel ab.